# Zbigniew Oleśnicki
Zbigniew Oleśnicki armoiries Dębno (en), né le 5 décembre 1389 à Sienno et mort le 1er avril 1455 à Sandomierz, est un homme d'Eglise et homme d'État polonais. Évêque de Cracovie de 1423 jusqu'à sa mort, il devient, en 1439, le premier cardinal polonais.
Fils de Jan d'Oleśnica, il voit sa carrière accélérer après qu'il sauve la vie du roi Władysław II Jagellon lors de la bataille de Grunwald. Zbigniew Oleśnicki prend une part active dans la direction des plus importantes affaires du royaume de Pologne, d'abord comme chancelier à la cour du roi Władysław II Jagellon, puis comme régent, pendant la minorité de son fils Władysław III.
Le 1er juillet 1423, Zbigniew Oleśnicki est nommé évêque de Cracovie. Ordonné prêtre le 18 décembre 1423, il est consacré le 19 décembre 1423. Il est créé cardinal lors du consistoire du 18 décembre 1439 et installé au titre de Cardinal prêtre de Santa Prisca le 8 janvier 1440.